# Entrada triunfal en Jerusalén

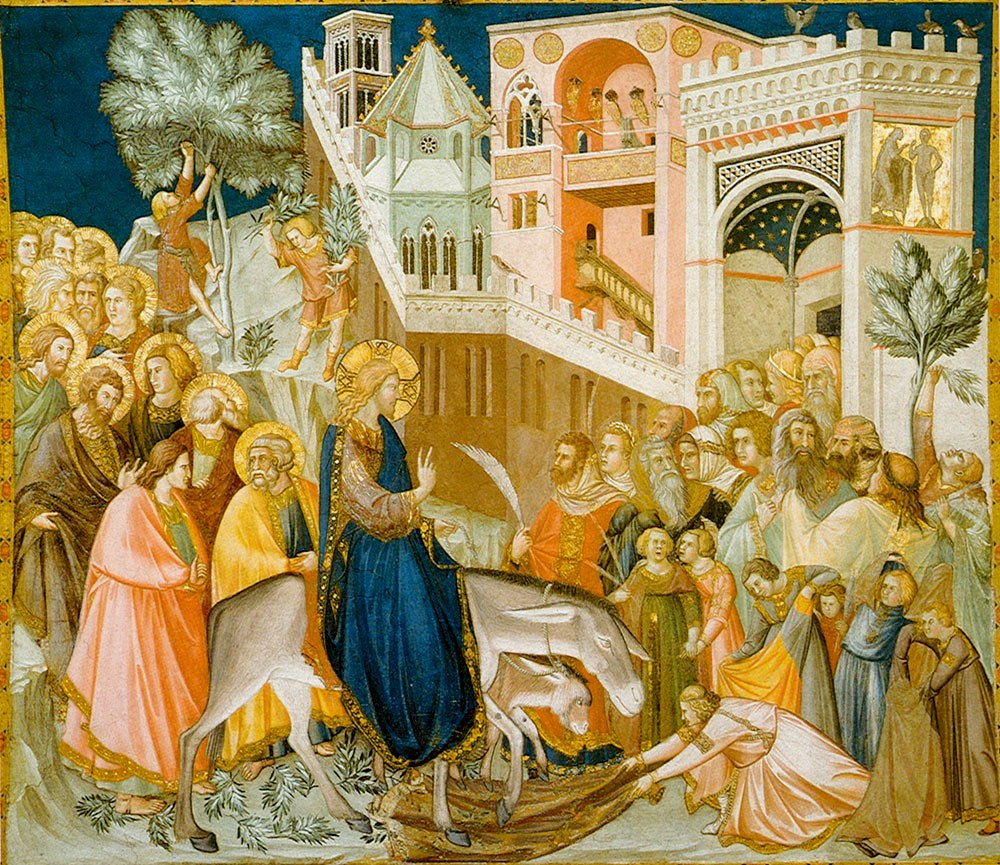
Jesús entra a Jerusalén y las multitudes le dan la bienvenida, por Pietro Lorenzetti, 1320

En los relatos de los cuatro evangelios canónicos, la entrada triunfal de Jesús en Jerusalén se lleva a cabo en los días previos a la última cena, marcando el comienzo de su pasión.
Las multitudes se reúnen alrededor de Jesús y creen en él, en Juan 12: 9-11 después de que resucitara a Lázaro de la muerte, y al día siguiente las multitudes que se habían reunido para la fiesta en Jerusalén dan la bienvenida a Jesús cuando entra en Jerusalén.
En Mateo 21: 1-11, Marcos 11: 1-11, Lucas 19: 28-44 y Juan 12: 12-19, Jesús desciende del Monte de los Olivos hacia Jerusalén, y las multitudes ponen sus ropas en el suelo para darle la bienvenida y entra triunfalmente en Jerusalén.
Los cristianos celebran la Sagrada Entrada de Jesús en Jerusalén el Domingo de Ramos, una semana antes del Domingo de Pascua de Resurrección.

## Relatos del evangelio
De acuerdo con los Evangelios, Jesús se alojaba en Betania y en Betfagé antes de entrar en Jerusalén. Juan 12: 1 declara que estuvo en Betania seis días antes de la Pascua. En los evangelios sinópticos, Jesús envía a dos discípulos a la aldea cercana para que tomaran un burro (o, en Mateo, dos animales: una burra y su cría) que habían sido amarrados pero nunca montados, y si les preguntaban, debían decir que eran necesarios para el Señor pero que serían devueltos.
Luego, Jesús montó el burro en Jerusalén, con los tres evangelios sinópticos indicando que los discípulos primero pusieron sus capas (probablemente para hacerlo más cómodo). Mateo 21:7 sostiene que los discípulos pusieron sus capas sobre ambos animales: trajeron el burro y el potro, les pusieron sus ropas y lo pusieron (o él se sentó) sobre ellos. Heinrich Meyer sugiere que «extienden sus prendas exteriores sobre ambos animales, sin saber a cuál de ellos pretende montar Jesús».

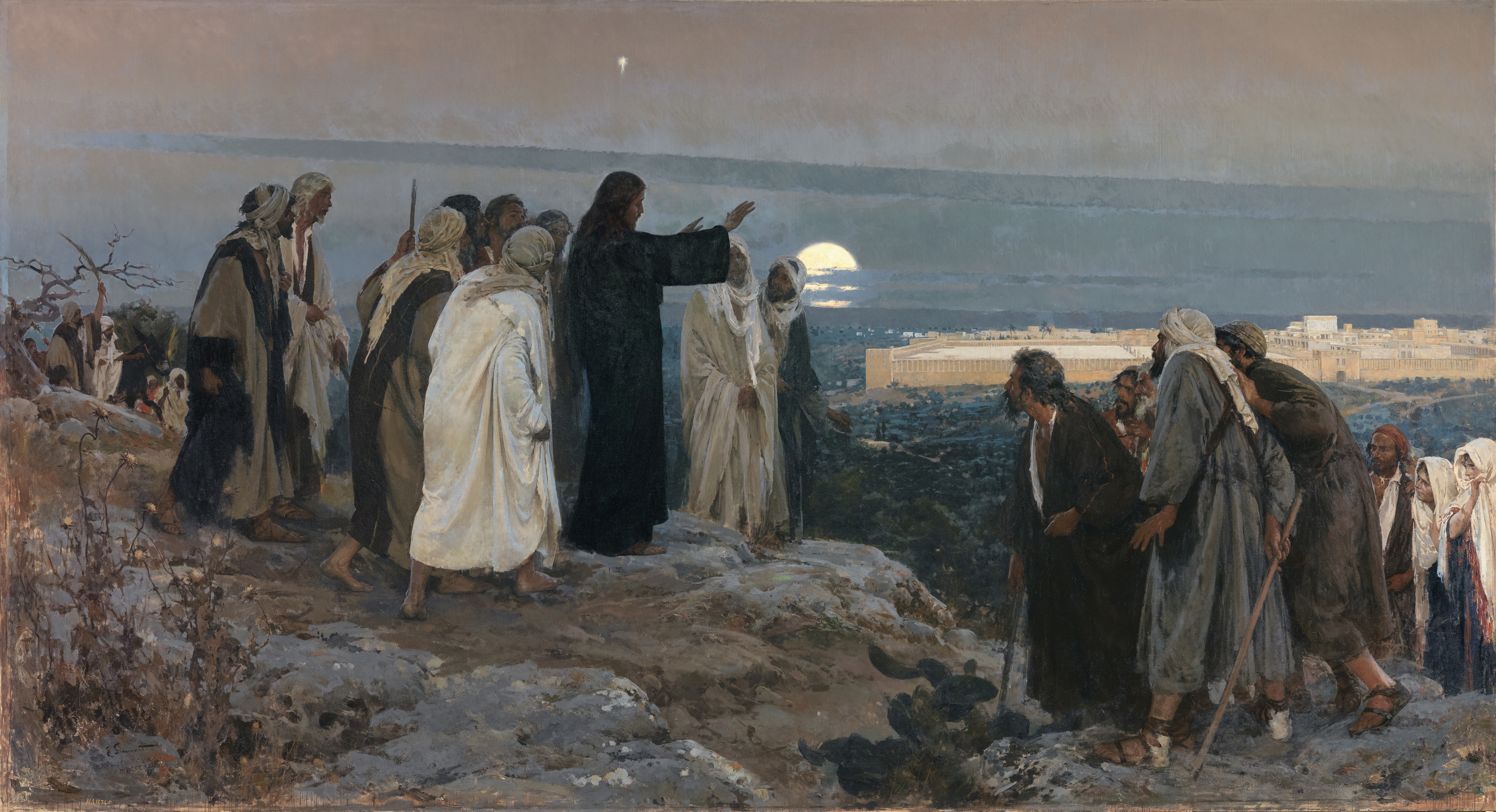
Flevit super illam (Lloró por ella), por Enrique Simonet, 1892.

En Lucas 19:41, cuando Jesús se acerca a Jerusalén, mira la ciudad y llora por ella (un evento conocido como Flevit super illam en latín), prediciendo el sufrimiento que le espera a la ciudad.
Los evangelios continúan relatando cómo Jesús entró en Jerusalén, y cómo las personas allí colocaron sus capas frente a él y también depositaron pequeñas ramas de árboles. La gente cantó parte del Salmo 118: 25-26: Bienaventurado el que viene en el nombre del Señor. Te bendecimos desde la casa del Señor.
En su entrada a la ciudad, el relato de Mateo sugiere que Jesús evocó una gran emoción: «toda la ciudad se conmovió», pero también es posible que Jesús no fuese conocido por la gente de Jerusalén: la gente de la ciudad preguntó «¿Quién es este?» y «las multitudes» (en griego: οι οχλοι, hoi ochloi) respondieron: «Este es Jesús, el profeta de Nazaret de Galilea».
La palabra «movido» en el texto griego es ἐσείσθη (eseisthē), derivado de σεισμός (seismos). La Biblia de Cambridge para escuelas y universidades sugiere que «la palabra en el original es “forzada, convulsionada o agitada como por un terremoto, o por un viento violento”». Mateo usa la misma palabra en 27:15 cuando sugiere que la tierra «temblaba» en el momento de la muerte de Jesús.
En los Evangelios sinópticos, este episodio es seguido por el episodio de la expulsión de los mercaderes del Templo y, en los cuatro Evangelios, Jesús realiza varias curaciones y enseña a través de parábolas mientras se encuentra en Jerusalén hasta la Última Cena.
Tradicionalmente, entrar en la ciudad en un burro simboliza la llegada en paz, en lugar de un rey guerrero que llega a caballo.
Los sinópticos (Mc capítulo 14; Mt 26) se refieren a la visita de Jesús a la casa de una desconocida de Betania, donde ella le ungió la cabeza con un aceite precioso, en previsión de su entierro. El evento se situó en la casa de Simón el leproso (Simón en Lucas), y se fechó después de la entrada en Jerusalén (Mc 11), antes de la puesta del sol y dos días antes de la Pascua.
Los sinópticos difieren con la unción de Jesús como se menciona en Juan 12, quien llamó a María, hermana de Lázaro, mientras ungía los pies de Jesús en una cena en su honor en su hogar. Finalmente, Juan sitúa el evento el día anterior a la primera entrada de Jesús en Jerusalén (a menos de dos millas de Betania, como en Juan 11), y seis días antes de la Pascua.

## Paralelos del Antiguo Testamento

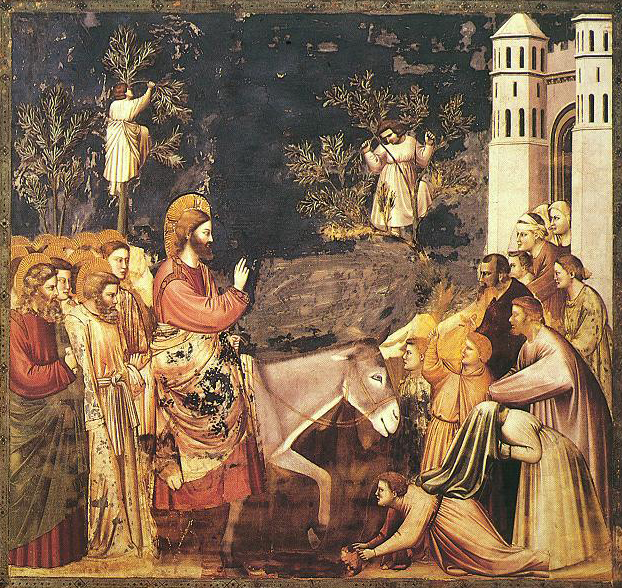
Entrada a Jerusalén, por Giotto,.

Mateo 21: 1-11 se refiere a un pasaje del Libro de Zacarías (9: 9) y dice:
«Todo esto se hizo para que se cumpliera lo dicho por el profeta, diciendo: díganle a la hija de Sion: He aquí, tu Rey viene a ti, manso, y sentado sobre un asno, y un potro el potro de un asno».
La ubicación del Monte de los Olivos es significativa en el Antiguo Testamento, ya que Zacarías 9: 9 y Zacarías 14: 1-5 declararon que el Mesías vendría a Jerusalén desde el Monte de los Olivos:
Entonces saldrá el Señor y peleará contra aquellas naciones, como peleó en el día de la batalla. Y sus pies estarán en aquel día sobre el Monte de los Olivos, que está delante de Jerusalén en el este.
La entrada triunfal y las ramas de palma, se asemejan a la celebración de la liberación judía en 1 Macabeos (13:51) que dice:
Y entró en ella... con acción de gracias, y ramas de palmeras, y con arpas, y címbalos, y con violes, himnos y canciones.
La entrada de Jesús en un burro tiene un paralelo en Zacarías 9: 9 que establece que:
tu rey viene a ti; él es justo, y tiene salvación; humilde, y montando sobre un asno.
El simbolismo del burro también puede referirse a la tradición oriental de que es un animal de paz, en comparación con el caballo, que es un animal de guerra. Por lo tanto, un rey se monta sobre un caballo cuando está empeñado en la guerra y monta sobre un burro cuando quiere señalar que viene en paz. Por lo tanto, la entrada de Jesús en Jerusalén simboliza su entrada como el Príncipe de la Paz, no como un rey belicista.

## Interpretación erudita

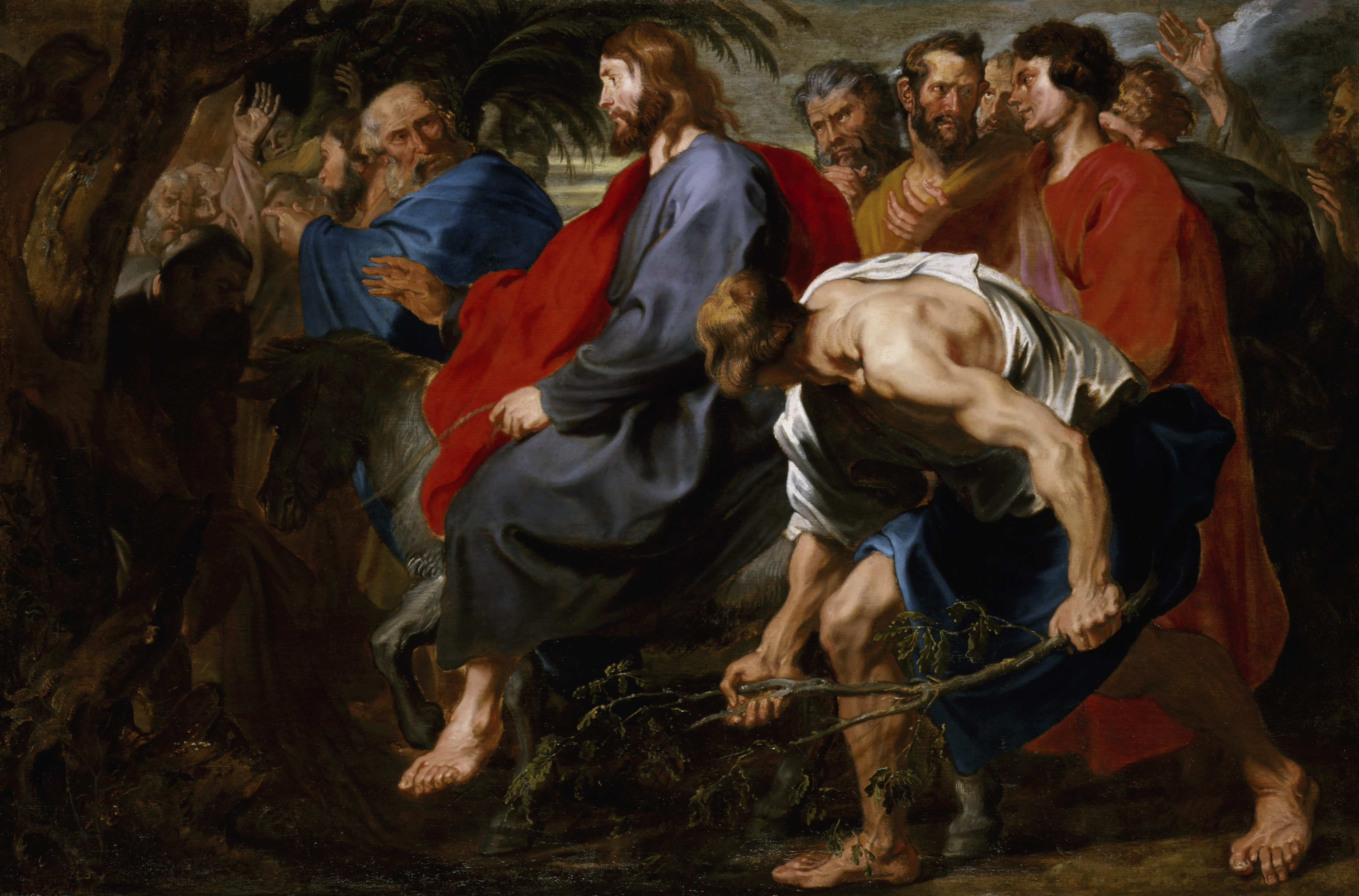
Entrada de Cristo en Jerusalén de Anton van Dyck

Existe un acuerdo general entre los eruditos en que Jesús sí entró en Jerusalén y fue aclamado por sus partidarios.  Sin embargo, según el erudito ateo Bart D. Ehrman, hay varias razones por las que es improbable que la entrada ocurriera de forma tan triunfal y gloriosa como la transmiten los evangelios canónicos.
Los cuatro evangelios canónicos contienen un relato de la entrada triunfal, que según Ehrman, pasa el criterio de atestación múltiple para (re)búsqueda del Jesús histórico. Sin embargo, existen contradicciones entre los Evangelios, ya que cada relato cuenta una historia diferente de cómo se produjo la entrada triunfal.: 10:17 

### La multitud y la geografía

#### Evangelios sinópticos
Según las narraciones precedentes de los Evangelios sinópticos (Mateo 20:29; Marcos 10:46 y Lucas 18: 35-36), una multitud cada vez mayor de personas había estado siguiendo a Jesús y sus Doce Discípulos alrededor en el momento en que partieron de Jericó,  donde Jesús curó a un ciego que también se unió a la multitud, y se pusieron en camino hacia Jerusalén pasando por Betfagé y Betania en el Monte de los Olivos.  Osborne, 2010, p. 747 afirmó que Jericó era tradicionalmente un lugar para que los peregrinos cruzaran el río Jordán de camino a la fiesta de la Pascua en Jerusalén, por lo que la presencia de mucha gente viajando en la misma dirección habría sido "natural", pero los textos (por ejemplo, Mateo 20:29) dicen específicamente que una gran multitud seguía a Jesús, "sin duda como resultado de su fama en Galilea". Después de que Jesús montara en (un) asno(s), estas personas que acompañaban a Jesús empezaron a gritar "¡Hosanna!" y declaraciones relacionadas con profecías (según Lucas 19:37 al pasar por el Monte de los Olivos).

#### Evangelio de Juan
El Evangelio de Juan nunca menciona Jericó, sino que dice que Jesús y los Doce huyen a la ciudad Efraín del desierto, cuya situación no se conoce con exactitud, si bien ciertos personajes la sitúan a unos 20 km al nordeste de Jerusalén,  para estar en un lugar desconocido para los sacerdotes después del revuelo causado por la resurrección de Lázaro. Seis días antes de la Pascua, Jesús y los Doce parten de Efraín para visitar a Lázaro, María y Marta en su casa de Betania. Sin embargo, los versículos referentes a este encuentro parecen indicar que retornaron a casa el mismo día, después de esta breve visita a Betania. san Agustín ve en la resurrección de Lázaro una figura del Sacramento de la Penitencia: 

como Lázaro de la tumba «sales tú cuando te confiesas. Pues, ¿qué quiere decir salir sino manifestarse como viniendo de un lugar oculto? Mas para que te confieses, Dios da una gran voz, te llama con una gracia extraordinaria. Y así como el difunto salió aún atado, lo mismo el que va a confesarse todavía es reo. Para que quede desatado de sus pecados dijo el Señor a los ministros: Desatadle y dejadle andar. ¿Qué quiere decir desatadle y dejadle andar? Lo que desatareis en la tierra, será desatado también en el cielo». 

Se dice que "la gran muchedumbre" volvió a salir de Jerusalén al día siguiente para encontrarse y saludar a Jesús y a los Doce, y que  son las mismas que gritaban "¡Hosanna!" y que se había cumplido una profecía (en lugar de la gente que acompañaba a Jesús desde Jericó, según los sinópticos), según el Evangelio de Juan. En ese evangelio Juan afirma que los discípulos no entienden por qué la multitud gritan de esa manera, mientras que en Mateo, Marcos y sobre todo Lucas se les ve a o ellos mismos participando en este griterío, pues seguramente conocían el significado de los cánticos. El versículo 18 repite la afirmación de que "la multitud salió a su encuentro" (en lugar de una multitud que ya seguía a Jesús), y lo conecta con la resurrección de Lázaro, que no se narra en los otros Evangelios.

#### Análisis eruditos sobre la multitud
El número de personas que asistieron al acontecimiento es fuente de debate entre los historiadores: Marcus Borg, Tan Kim Huat, Brent Kinman y Paula Fredriksen sostienen que la entrada de Jesús fue vitoreada por una multitud de seguidores y simpatizantes, mientras que según E. P. Sanders Jesús fue recibido con gritos de hosannas sólo por un pequeño grupo de discípulos.
Osborne, 2010, pp. 755-756, argumentó que la multitud que acompañaba a Jesús a Jerusalén (por ejemplo, en Mateo 21:8-9) era una mezcla de peregrinos que habían estado siguiendo a Jesús desde Galilea, y 'peregrinos (muchos que salían de Jerusalén después de oír que Jesús venía, Juan 12:12)'.

### Los asnos
En los evangelios sinópticos, Jesús envía a dos discípulos por delante a la cercana aldea de Betfagé con el fin de coger un burro y, si se les pregunta, debían decir que era necesario para el Señor. Los estudiosos del Nuevo Testamento Marcus Borg y John Dominic Crossan caracterizan esto como una "contraprocesión" planeada de antemano, en contraste con la del prefecto romano que habría viajado con sus tropas desde Cesarea Marítima para mantener el orden durante el festival. El profesor John Bergsma dice que esto es ampliamente visto como una "recapitulación" de la entronización de Salomón, (descrita en 1 Reyes:1) donde, por indicación de David, es ungido en la fuente del Gihón y entra en la ciudad montado en el asno de su padre ante la aclamación del pueblo.
A continuación, Jesús entró en Jerusalén montado en el asno, y los tres evangelios sinópticos afirman que los discípulos habían puesto primero sus mantos sobre él. Mateo 21:7 sostiene que los discípulos pusieron sus mantos sobre el asno y su pollino. El teólogo protestante Heinrich Meyer sugiere que "extendieron sus mantos sobre ambos animales, al no estar seguros de cuál de ellos pretendía montar Jesús". Mateo es el único de los Sinópticos que menciona dos animales. Según la Nueva Biblia Americana, esto refleja la comprensión de Mateo de esa sección del Libro de Zacarías del Antiguo Testamento. 9:9 que cita, y no tiene en cuenta "...el recurso literario hebreo común de paralelismo poético", mencionando el mismo animal dos veces de diferentes maneras. Bart D. Ehrman estuvo de acuerdo en que el Evangelio de Mateo malinterpretó Zacarías 9:9, que dice '[Vuestro rey viene] montado en un asno, en un pollino, cría de asno'. Esta repetición es una figura poética hebrea que dice lo mismo dos veces con diferentes palabras, pero Mateo accidentalmente convirtió esto en dos animales separados que Jesús montó simultáneamente en lugar de un burro que se describe dos veces.: 12:01  Juan 12:14-15 se refiere al mismo pasaje de Zacarías 9:9, pero en su caso sólo se habla de un asno.
Sin embargo, algunos eruditos discrepan de que Mateo hubiese afirmado erróneamente que Jesús habría montado sobre dos animales, una asna y un pollino. Según Stephen Carlson, Mateo entendió la presencia de la asna como un cumplimiento de la caracterización de Zacarías del potro como un "hijo de asna". También sostiene que el pronombre plural funciona para Mateo como una sinécdoque, donde la asna y el pollino constituyen un todo conceptual de modo que cuando Jesús se sienta encima de “ellos”, quiere decirse que monta en el pollino y junto con su madre asna entra en Jerusalén para cumplir la profecía hebrea.

### Los gritos
Se dice que la multitud grita varias afirmaciones relacionadas con la profecía que son algo diferentes en cada Evangelio. El grito hosanna' (mencionado por todos los Evangelios excepto Lucas) deriva del hebreo hosia-na, que significa "sálvanos", El único grito en el que coinciden los cuatro Evangelios es "¡Bendito el que viene en el nombre del Señor!" (aunque Lucas sustituye "Él" por "el Rey"), que es una cita del Salmo 118:25,26; Mateo 23:39 y Lucas 13:35 también recitan este versículo.  El Salmo 118 forma parte del tradicional Hallel festivo, cantado cada mañana por el coro del templo durante la Fiesta de los Tabernáculos, por lo que todo judío habría conocido esta frase.
En Mateo y Marcos, la multitud afirma que Jesús pronto ascenderá a la realeza como "hijo" (descendiente) del rey David. Edward Schillebeeckx (1974) afirmó que Mateo y Marcos enfatizaban así la afirmación de que Jesús tenía un derecho hereditario al trono de Israel. En Lucas y Juan, la multitud afirma explícitamente que Jesús ya es el rey de Israel, sin ninguna referencia a David. Según Huffman, 2012, pp. 10, Lucas retrató el reino venidero de Jesús como espiritual, buscando la "paz en el cielo", más que como una amenaza política al Imperio romano.

### El tendido de mantos y ramas
Los Evangelios (por ejemplo, Mateo  21:8) relatan cómo Jesús entró cabalgando en Jerusalén, y cómo la gente de allí tendió sus mantos delante de Él y también pequeñas ramas de árboles. Huffman, 2012, pp. 12 anota: "Lucas no menciona (ni niega) ramas de árboles, pero sólo Juan especifica ramas de palmeras (Juan 12:13)".

## Significado religioso

### Rey de la paz
Betania estaba situada al este de Jerusalén, en el Monte de los Olivos. Zacarías  14:4 afirma que el Mesías vendría a Jerusalén desde el Monte de los Olivos:
Mateo  21:1-11 hace referencia a un pasaje del Libro de Zacarías y afirma: "Todo esto aconteció para que se cumpliese lo dicho por el profeta, cuando dijo: Decid a la hija de Sión: He aquí, tu Rey viene a ti, manso, y sentado sobre una asna, y un pollino hijo de asna."
Aunque Jesús había estado varias veces en Jerusalén para celebrar las tres fiestas de peregrinación, su última entrada en Jerusalén tuvo un significado especial. Entraba solemnemente como humilde Rey de la paz. Tradicionalmente, entrar en la ciudad montado en un burro simboliza la llegada en paz, y no como un rey guerrero que llega a caballo. Como comenta el erudito británico del siglo XX William Neil, "[N]uestro Señor representa su primer símbolo mesiánico al entrar en Jerusalén a lomos de un asno. Esto, como Zacarías había descrito, era el medio por el cual el Mesías, cuando viniera, entraría en Sión, no como un conquistador sobre un caballo de guerra, sino como el príncipe de la paz sobre una humilde bestia de carga."
N. T. Wright ha dicho: "Dentro de su propia época y cultura, [Jesús] cabalgando sobre un asno sobre el Monte de los Olivos, a través del Cedrón, y hasta el monte del Templo habló más poderosamente de lo que las palabras podrían haberlo hecho de una reivindicación real. La alusión a Zacarías es obvia. ... La llamada 'entrada triunfal' era, pues, claramente mesiánica."
La Puerta Dorada está situada en la sección norte del muro oriental del Monte del Templo. En la creencia judía, la puerta se llama 'La Puerta de la Misericordia' (Sha'ar HaRakhamim), y se considera el lugar por el que el Mesías entrará al final de los días. Según la tradición judía, la Shejiná (שכינה) (Presencia Divina) solía aparecer por la Puerta oriental, y volverá a aparecer cuando venga el Ungido (Mesías) (Ezequiel 44:1-3) La puerta es el lugar por el que Cristo entró en Jerusalén el Domingo de Ramos, lo que implica su propia condición mesiánica.

### Cordero para el sacrificio
El Nuevo Testamento dice que Jesús viajaba por Betfagé. Por lo general, el cordero pascual era traído desde Betfagé y conducido al Monte del Templo.

### Paralelos con el Antiguo Testamento

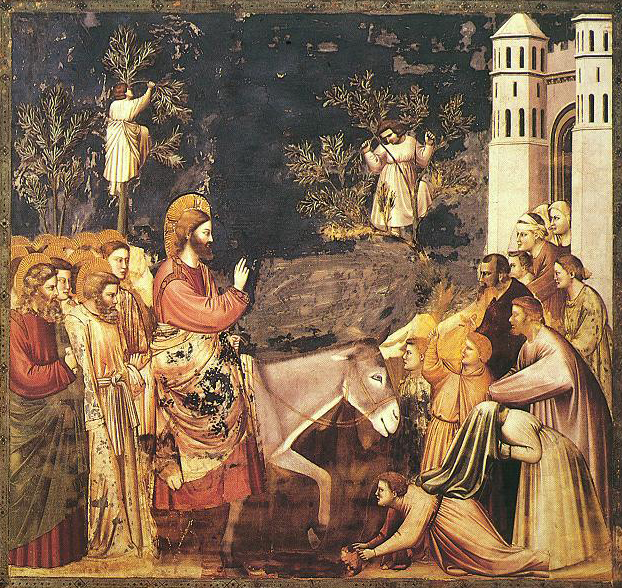
Entrada en Jerusalén, por Giotto, siglo XIV

Frederic Farrar señala que un potro "en el que nadie se ha sentado jamás" (Lucas 19:30) es "por lo tanto adaptado para un uso sagrado", recordando 19:2 (una novilla roja sin defecto, en la que no hay defecto y sobre la que nunca ha caído un yugo), 21:3 y 6:7. La profecía a la que se refiere Mateo recuerda a Zacarías 9:9. ("¡Alégrate en gran manera, hija Sión!
¡Grita de alegría, hija Jerusalén! He aquí que viene a ti tu Rey, justo salvador es, Humilde, y cabalgando sobre un asno, sobre un pollino, pollino de asna").
La entrada triunfal y el uso de ramas de palmeras se asemejan a la celebración de la liberación judía en RSV que dice: "Y entraron en ella ... con acción de gracias, y ramas de palmeras, y con arpas, y címbalos, y con violas, e himnos, y canciones."

### Escritores cristianos
El obispo francés Jacques-Bénigne Bossuet llamó a este episodio la humilde entrada... en Jerusalén.